# Therochaetella chilensis
Therochaetella chilensis är en ringmaskart som beskrevs av Hartman 1967. Therochaetella chilensis ingår i släktet Therochaetella och familjen Flabelligeridae. Inga underarter finns listade i Catalogue of Life.